# Anne-Marie de Backer
Pour les articles homonymes, voir de Backer.
Anne-Marie de Backer, née le 2 novembre 1908 à Contres et morte le 5 juillet 1987 à Montpellier, est une poétesse et traductrice française.
Elle épouse en 1945 Albert de Backer, originaire de Roubaix qui disparaît peu après. Elle enseigne à Clermont-Ferrand, avant d'être nommée professeur de français en novembre 1957 dans un collège à Mayenne. 
Elle est l'auteur de nombreux recueils de poèmes. Elle a également collaboré à des anthologies et ouvrages collectifs, diverses revues, telles que L'Auvergne littéraire, Les Cahiers du Soleil, Le Thyrse, Le Journal des Poètes. Son œuvre a été commentée par de nombreux critiques et écrivains, dont Gaston Bachelard (cf. Poétique de la rêverie, 1960 où il cite des vers du recueil, Les Étoiles de novembre), Yves-Gérard Le Dantec, Philippe Chabaneix… Traductrice de romans et de poèmes hongrois, elle a aussi participé à l'élaboration d'anthologie des poésies hongroise, polonaise, bulgare et participé à divers symposiums littéraires internationaux.
Anne-Marie de Backer est lauréate en 1957 du Prix Desbordes-Valmore.

## Publications
- Le Vent des rues, Paris, Seghers, Prix Artaud 1952.
- Danse du cygne noir, Paris, Seghers, 1954.
- Les Étoiles de novembre, Préf. de Louis Émié, Paris, Seghers, 1956.
- L'Herbe et le feu, Paris, Seghers, 1958.
- La Dame d'Elche, Paris, Seghers, 1963.
- Étoile Lucifer, Paris, Seghers, 1967.
- Orties aux flammes bleues, 1975.
- Le Soleil du grand vent, Rodez, Subervie, Coll. Le Miroir, 1981.